# Carl Johansson (borgmästare)
Carl Johansson, född 1648 i Norrköping, död 23 augusti 1707, var en svensk borgmästare. 

## Biografi
Carl Johansson föddes 1648 i Norrköping och döptes 27 september samma år. Han var son till borgaren och köpmannen Johan Carlsson och Margareta Pedersdotter i Norrköping. Carl Johansson  blev borgare och handelsman i Norrköping 1677 och politieborgmästare och handelsborgmästare vid Norrköpings rådhusrätt 9 januari 1698. Han avled 1707 och begravdes 23 februari 1708.

### Familj
Carl Johansson gifte sig 6 augusti 1678 med Christina Spalding (1656–1721), dotter till rådmannen Jakob Spalding och Ingrid von Brobergen. De fick tillsammans barnen Carl von Carlsson (1686–1737) och Johan von Carlsson (1698–1764).